# Willem IV van Nevers
Willem IV van Nevers (circa 1130 - Palestina, 24 oktober 1168) was van 1161 tot aan zijn dood graaf van Nevers, Auxerre en Tonnerre. Hij behoorde tot het huis Nevers.

## Levensloop
Willem IV was een zoon van graaf Willem III van Nevers en Ida van Sponheim, dochter van hertog Engelbert van Karinthië. 
In 1159 werd hij tot ridder geslagen. Twee jaar later, in 1161, volgde hij zijn vader op als graaf van Nevers, Auxerre en Tonnerre. In 1163 kwam het tot een conflict tussen Willem enerzijds en graaf Stefanus I van Sancerre en graaf Reinoud IV van Joigny anderzijds. Op 15 april van dat jaar kon Willem IV tijdens een veldslag zijn vijanden verslaan.
In 1168 leidde hij een kruisvaardersleger naar Palestina. Koning Amalrik I van Jeruzalem maakte van zijn aankomst gebruik om een kruistocht tegen Egypte uit te roepen, waar alle christelijke krachten zich bij aansloten, behalve de Orde der Tempeliers. Willem IV kon niet meer deelnemen aan deze kruistocht, aangezien hij in Palestina ziek werd en in oktober 1168 overleed. Vermoedelijk overleed hij aan de pest. Hij werd bijgezet in Bethlehem. Bij testament schonk hij zijn godshuis in Clamecy in Nevers aan het bisdom Bethlehem.
Willem IV was sinds 1164 gehuwd met Eleonora van Vermandois (1152-1213), dochter van graaf Rudolf I van Vermandois. Omdat ze geen kinderen hadden, werd hij opgevolgd door zijn jongere broer Gwijde. 